# Даліус Чекуоліс
Даліус Чекуоліс (лит. Dalius Čekuolis; 29 лютого 1959, Вільнюс) — литовський дипломат. Постійний представник Литви при Організації Об'єднаних Націй (2006—2012).

## Життєпис
Народився 29 лютого 1959 року у Вільнюсі. У 1982 році закінчив Московський державний інститут міжнародних відносин.
У 1982—1986 рр. — другий, перший секретар МЗС Литовської РСР.
У 1986—1990 рр. — співробітник посольства СРСР у Гвінеї.
У 1990—1991 рр. — керівник відділу преси та інформації Міністерства закордонних справ Литви.
У 1991—1994 рр. — представник Балтійського інформаційного бюро в Литві, радник посольства Литви у Данії.
У 1992—1994 рр. — Надзвичайний та Повноважний Посол Литовської Республіки в Данії, з одночасною акредитацією в Ісландії та Норвегії.
У 1994—1998 рр. — Надзвичайний та Повноважний Посол Литовської Республіки в Бельгії; з 1995 року також у Нідерландах та Люксембурзі.
У 1995—1997 рр. — представник Литовської Республіки в НАТО, представник у комітеті старших посадових осіб Ради держав Балтійського моря.
У 1999—2004 рр. — Надзвичайний та Повноважний Посол Литовської Республіки в Португалії.
У 2004—2006 рр. — секретар Міністерства закордонних справ Литви, відповідальний за питання політики безпеки.
У 2006—2012 рр. — Постійний представник Литви при Організації Об'єднаних Націй.
У 2007—2012 рр. — президент Економічної та Соціальної Ради ООН (ЕКОСОР); був головою засідання Програми дій зі стрілецької зброї та легких озброєнь в ООН.
У 2010—2011 рр. — голова третього засідання Робочої групи з активізації роботи Генеральної Асамблеї ООН.
У 2012—2014 рр. — директор політичного відділу у Міністерстві закордонних справ Литви.
У 2014—2019 рр. — Надзвичайний та Повноважний Посол Литовської Республіки у Франції.
З листопада 2019 року — заступник міністра закордонних справ Литви.